# Old Bridge (Pontypridd)
Die Old Bridge (walisisch Yr Hen Bont), ursprünglich New Bridge oder Newbridge, heute auch William Edwards Bridge oder Pontypridd Bridge genannt,  ist eine als Straßenbrücke gebaute, heute nur noch nur von Fußgängern benutzbare steinerne Bogenbrücke über den River Taff in dem Ort Pontypridd in Wales, Vereinigtes Königreich Großbritannien und Nordirland.

## Beschreibung
Die 1756 eröffnete Old Bridge steht mit ihrem hohen Bogen unmittelbar neben der 1857 eröffneten Victoria Bridge mit drei kleinen, flachen Segmentbögen und einer horizontalen, später mit einer Betonplatte verbreiterten Fahrbahn, über die heute der Verkehr auf zwei Fahrspuren und zwei breiten Gehwegen läuft.
Die Old Bridge  überspannt den Fluss mit einem einzigen großen Segmentbogen mit einer Stützweite von 42,67 m (140 ft), der sich weit über den Fluss erhebt und dessen steile Rampen den damaligen Pferdefuhrwerken große Probleme bereiteten. Für die heutige Besichtigung durch Fußgänger wurde die 3,35 m (11 ft) breite Fahrbahn daher durch einen Treppenbelag ersetzt. Die Brücke war ursprünglich 62 m lang, wurde aber beim Bau der Victoria Bridge durch Straßenbaumaßnahmen auf 46 m verkürzt. Der Segmentbogen entspricht dem Abschnitt eines Kreises mit einem Durchmesser von 53,34 m (175 ft). Er ist einschließlich der Mauerwerksbrüstungen 4,26 m (14 ft) breit. In seinen beiden Zwickeln befinden sich kreisrunde Durchlässe mit Durchmessern von 2,74 m (9 ft) bzw. 1,83 m (6 ft) und 1,22 m (4 ft).

## Geschichte

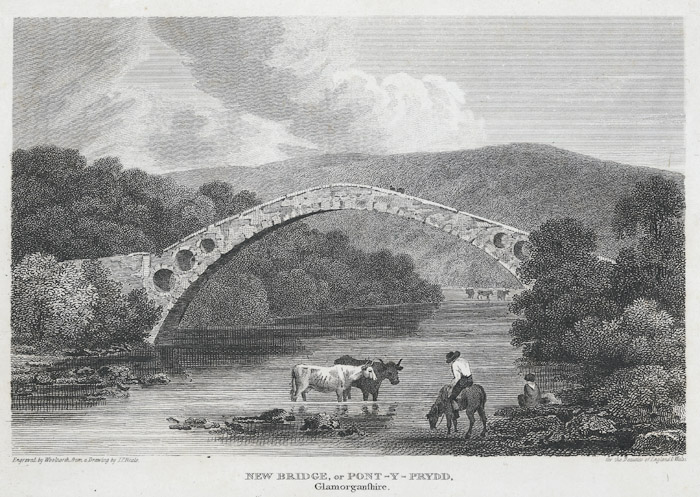
Ansicht der Brücke von 1813; Reproduktion eines Stichs von John Preston Neale und William Woolnoth.

Die Brücke wurde von William Edwards erbaut, einem in der Umgebung aufgewachsenen Methodistenpfarrer, der schon in seiner Jugend die Trockenmauern benachbarter Bauernhöfe repariert und erneuert hatte. Mit der Zeit erwarb er sich in der Umgebung den Ruf eines fähigen Maurers und Steinmetzes. So wandten sich die Vertreter der Hundreds von Miskin und Caerphilly an ihn mit der Bitte, eine steinerne Brücke über den River Taff zu bauen, und beauftragten ihn schließlich mit dem Bau der Brücke und ihrer Unterhaltung während der folgenden sieben Jahre zum Preis von 500 Pfund Sterling.
Der damals 27 Jahre alte Edwards baute 1746 eine steinerne Brücke mit drei Bögen. Zwei Jahre später schwemmte ein starkes Hochwasser so viele entwurzelte Bäume und Äste gegen ihre Pfeiler und Widerlager, dass sie unter der Last des aufgestauten Wassers zusammenbrach.
Edwards entschied sich daher, als Ersatz eine Brücke mit einem weiten Bogen zu errichten. Kurz vor ihrer Fertigstellung wurde das hölzerne Lehrgerüst von einem neuerlichen Hochwasser weggespült, worauf auch diese Brücke zusammenbrach.
Edwards gab nicht auf und baute die Brücke wieder auf. Sie stand ungefähr sechs Wochen, dann stürzte sie zusammen. Der Grund war wohl ein zu geringes Gewicht im Bogenscheitel, verbunden mit einem zu hohen Gewicht in den unteren Bogenvierteln.
Bei seiner 1756 fertiggestellten Brücke sah er deshalb an beiden Seiten drei zylindrische Aussparungen und einen stärkeren Bogenscheitel vor.
Sie war mit ihrer Stützweite von 140 Fuß die weitestgespannte Steinbogenbrücke Großbritanniens, bis sie 1831 von der Neuen London Bridge abgelöst wurde.
Die Brücke steht noch heute. Sie wurde 1962 als Listed Building Grade I unter Denkmalschutz gestellt.